# Tetrahidrofolsav
A tetrahidrofolsav (THF) vagy más néven koenzim-F a folsav biokémiailag fontos származéka. 

## Biológiai jelentősége
- Kofaktor számos biokémiai reakcióban, kiemelendő az aminosavak és nukleinsavak metabolizmusában játszott szerepe.
- Egy szénatomot tartalmazó csoportok, például metilcsoport donora több reakcióban. Az extra szénatom formaldehid megkötésével jön létre.
- Kofaktor az anaerob ecetsavas erjedésnél.
- Méregtelenítő funkciója a metanolból keletkező hangyasav eltávolítása a szervezetből.

## Metabolizmusa
A legtöbb élőlény szervezetében dihidrofolsavból keletkezik dihidrofolát-reduktáz enzim hatására.